# Сентрал (Баия)
Сентрал (порт. Central) — муниципалитет в Бразилии. входит в штат Баия. Составная часть мезорегиона Северо-центральная часть штата Баия. Входит в экономико-статистический микрорегион Иресе, который входит в Северо-центральная часть штата Баия. Население составляет 15 838 человек на 2006 год. Занимает площадь 606,999 км². Плотность населения — 34,96 чел./км².

## История
Город основан в 1958 году.

## Статистика
- Валовой внутренний продукт на 2003 год составляет 25 672 456,00 реалов (данные: Бразильский институт географии и статистики).
- Валовой внутренний продукт на душу населения на 2003 год составляет 1577,32 реалов (данные: Бразильский институт географии и статистики).
- Индекс развития человеческого потенциала на 2000 год составляет 0,614 (данные: Программа развития ООН).

## География
Климат местности: тропический.